# Kurier (czasopismo)
Kurier – niezależny dziennik ukazujący się na terenie Austrii.

## Początki
Podczas okupacji alianckiej Austrii po II wojnie światowej wszystkie media były kontrolowane przez aliantów danej strefy. 27 sierpnia 1945 roku po raz pierwszy ukazało się pierwsze wydanie Wiener Kurier. W owych czasach gazeta była bardzo innowacyjna i kolorowa, i zyskała miano pierwszej prasy bulwarowej Austrii. Pierwsze wydanie ukazało się w nakładzie 153 200 egzemplarzach, a jego pierwszym redaktorem był Amerykanin, pułkownik Albert W. Reid. Na łamach gazety prezentowano wtedy przede wszystkim amerykańską propagandę, skierowaną przeciw Rosjanom.

## Literatura
- Gunther Baumann: Hinter den Schlagzeilen – Zeit, Zeitung, Zeitgeschehen – 50 Jahre KURIER. Axel-Jentzsch-Verlag, Wien 2004. Herausgeber: Peter Rabl
- Thomas Steinmaurer: Konzentriert und verflochten. Studien Verlag, 2002, ISBN 3-7065-1755-8.
- Peter Muzik: Die Zeitungsmacher. Österreichs Presse: Macht. Meinung und Milliarden. Wien 1984
- Hans Dichand: Im Vorhof der Macht. Wien 1996